# مالاوی‌سوسمار
مالاوی‌سوسمار (نام علمی: Malawisuchus) نام یک سرده از رده خزندگان است.